# (15015) 1998 RG75
A (15015) 1998 RG75 a Naprendszer kisbolygóövében található aszteroida. A LINEAR projekt keretében fedezték fel 1998. szeptember 14-én.